# Остатки армии, Джелалабад, 13 января 1842 года
«Остатки армии, Джелалабад, 13 января 1842 года», известная также как «Остатки армии» (англ. The remnants of an army, Jellalabad, January 13, 1842; Remnants of an Army) — картина британской художницы-баталистки Элизабет Томпсон, написанная в 1879 году. Находится в галерее Тейт в Лондоне (Великобритания). 

## Сюжет и описание
На полотне изображён Уильям Брайдон, помощник хирурга в бенгальской армии, прибывающий к воротам Джелалабада в январе 1842 года. Стены Джелалабада возвышаются над пустынной равниной, и всадники из гарнизона скачут от ворот, чтобы достичь одинокой фигуры, приносящей первую весть о судьбе «армии Афганистана».
Предположительно Брайдон был последним оставшимся в живых из примерно 16 тыс. солдат и последователей лагеря после отступления 1842 года из Кабула в ходе Первой англо-афганской войны. На картине показано, как он с трудом продвигался несколько миль, чтобы достичь безопасного места на измученной умирающей лошади. Фактически, в конце концов прибыло несколько других отставших от армии, и многие из них были в конечном итоге освобождены или спасены, проведя время в плену у афганских сил.

## История
Картина была написана в разгар Второй англо-афганской войны. Томпсон (леди Батлер) приобрела известность благодаря своим батальным картинам после положительного приёма её более ранней картины «Перекличка после боя, Крым», посвященной Крымской войне.
Полотно «Остатки армии» было выставлено на летней выставке Королевской академии художеств в 1879 году и приобретены британским промышленником и филантропом сэром Генри Тейтом, который предоставил его галерее Тейт в 1897 году. Картина всё ещё принадлежит галерее Тейт, но передана в долгосрочную аренду как часть постоянной экспозиции в Военном музее Сомерсета: дело в том, что 13-й (1-й Сомерсетширский) полк (лёгкая пехота) участвовал в Первой англо-афганской войне и был передислоцирован в Джелалабад в конце 1841 года.